# Here, Hear
Here, Hear è un EP dei La Dispute pubblicato il 18 maggio 2008 con etichetta Forest Life Records. Si tratta del primo volume della serie Here, Hear, un progetto sperimentale della band in cui vengono letti, recitati, riarrangiati delle poesie, degli stralci di testi letterari o elaborazioni di Jordan Dreyer con un sottofondo musicale. Il 24 dicembre 2009 l'EP è stato messo a disposizione per il download su Bandcamp; tutti i ricavati fino al 17 gennaio 2010 sono andati alla Well House Community Living of Grand Rapids, un'organizzazione non profit che si occupa dei senzatetto di Grand Rapids, città natale dei La Dispute. I ricavi successivi vanno a coprire le spese di registrazione della band.

## Background
Jordan Dreyer ha spiegato così i motivi che stanno dietro alla realizzazione di questi lavori: l'obiettivo è quello di "cercare di mostrare un contesto più ampio per le canzoni che stavo scrivendo e quello che mi influenzava in quel tempo".
Le registrazioni, come indicato dalla band stessa all'interno del CD, avvengono il 6 aprile 2008 in un magazzino di Grand Rapids (tranne per la canzone Three, registrata dal batterista Brad Vander Lugt qualche giorno dopo in camera sua). In particolare, le parti vocali sono state registrate nei servizi igienici femminili del magazzino, in orario non lavorativo, "giovedì della scorsa settimana". L'EP è un progetto realizzato completamente in autonomia dalla band: Brad Vander Lugt si è occupato dell'intero processo di registrazione e il resto del gruppo ha provveduto all'imballaggio e alla veste grafica.

## Canzoni
La band, nel presentare l'album, afferma: "Tutti i testi sono stati presi in prestito da persone molto più adeguate a recitarli. Alcuni sono stati tagliati, riarrangiati e modificati (solo in modo leggero, a volte senza volere) per farli combaciare con il ritmo di ogni canzone e per adattarli il meglio possibile al movimento della musica che accompagnano. La nostra speranza è che così facendo, il prodotto finale nelle intenzioni dell'autore non sia stato in qualsiasi modo compromesso."

### One
La musica per la canzone è stata interamente composta e suonata dal bassista Adam Vass con i seguenti strumenti: basso, chitarra elettrica, melodica, batteria, computer ed una bottiglia di soda usata come glitch audio. Il testo, con qualche piccola modifica, è tratto dai primi due capitoli del romanzo Natura morta con picchio dello scrittore statunitense Tom Robbins ed è letto da Jordan. Numerosi riferimenti a questo libro si trovano anche nella canzone The Last Lost Continent, presente sul primo album della band (Somewhere at the Bottom of the River Between Vega and Altair), uscito nello stesso anno, di cui dunque One serve a dare un più ampio contesto.

### Two
La musica per la canzone è stata interamente scritta e suonata dal chitarrista Chad Sterenberg in tre modi: tamburellando con le dita su una chitarra classica, suonando la stessa chitarra con un coltellino svizzero e suonando una campana con una vite. Il testo riprende "verbatim" le parole della poesia somewhere i have never travelled di e.e. cummings ed è letto da Jordan. La terza strofa è anche riportata nell'interno della confezione del CD come citazione. L'ultimo verso della poesia ("nobody, not even the rain, has such small hands") è stato ripreso come titolo per la prima (Such Small Hands) e l'ultima (Nobdy, Not Even the Rain) canzone su Somewhere, che costituiscono in realtà un tutt'uno tematico e musicale.

### Three
La musica per la canzone è stata interamente scritta e suonata dal batterista Brad Vander Lugt tra le 23 e le 2 di due notti consecutive usando una tastiera Casio, la batteria che usava nel 5th grade (quinto anno di scuola dopo la scuola materna) con le spazzole, un piatto modificato da lui stesso per sfrigolare, un tamburello, ed infine una forchetta ed un coltello di acciaio inox battuti su tre bicchieri di vetro (uno piccolo, uno medio ed uno grande). Il testo, con qualche modifica, è preso dalla poesia Annabel Lee di Edgar Allan Poe, che sta alla base anche di Fall Down, Never Get Back Up Again, quinta canzone su Somewhere, ed è stato letto da Jordan.

### Four
La musica per la canzone è stata interamente composta e suonata dal chitarrista Kevin Whittemore usando una chitarra acustica su due linee, una chitarra elettrica ed uno shaker. La parte di chitarra elettrica è stata composta 5 minuti prima di essere registrata ed è stata parzialmente improvvisata durante la registrazione. Il testo è la sintesi di un insieme di racconti e fiabe asiatiche sullo stesso mito, riarrangiata e letta da Jordan. Lo stesso mito sta alla base della seconda canzone di Somewhere, Said the King to the River.

## Tracce
1. One – 1:31
2. Two – 1:46
3. Three – 1:45
4. Four – 2:01

## Artwork
Il disco presenta tre differenti copertine: su sfondo color sughero, appare il titolo "Here, Hear." in nero sovrapposto all'immagine stilizzata a mo' di stencil di un cigno, di un'aquila o di un avvoltoio. All'interno si trova un booklet con i testi delle canzoni e le note sul processo di produzione.

## Formazione
- Jordan Dreyer
- Chad Sterenburg
- Brad Vander Lugt
- Adam Vass
- Kevin Whittemore